# Christon Tembo
Christon Tembo (* 24. Mai 1944 in Kasempa; † 6. März 2009 in Lusaka) war Generalleutnant und ein Politiker in Sambia.

## Leben
Christon Tembo war Berufssoldat. Er erhielt seine Ausbildung am Royal Military College Camberley in England und war Generalleutnant der Sambischen Streitkräfte, die er als Oberbefehlshaber von 1984 bis 1987 kommandierte.
Von 1987 bis 1989 war er sambischer Botschafter in der Bundesrepublik Deutschland. Im politischen Umbruch am Ende der Zweiten Republik wurde er 1991 Mitglied des Movement for Multi-Party Democracy (MMD). In der Zeit von 1991 bis 1995 war Tembo sambischer Tourismusminister und übte zwischen 1995 und 1996 das Amt des Außenministers aus. Von Dezember 1997 bis 2001 war er Vizepräsident Sambias.
Im Mai 2001 wurde Tembo neben acht weiteren Ministern aus der Partei MMD ausgeschlossen. Tembo hatte sich explizit gegen eine Verfassungsänderung ausgesprochen, die Frederick Chiluba eine dritte Amtszeit erlaubt hätte.
Bei den Wahlen in Sambia 2001 trat Christon Tembo für das Forum for Democracy and Development (FDD) als Präsidentschaftskandidat an und erzielte mit 13 Prozent der Stimmen das drittbeste Ergebnis, obwohl ihm ein Mangel an Charisma nachgesagt wird. 
Christon Tembo war mit Nangamba Nellie Nachombe verheiratet, mit der er zwei Kinder hatte. Sie lebten zuletzt auf einem Gut nahe Lusaka. Er galt als unbestechlich, sehr diszipliniert und wohlwollend.